# Romsko srce
Udruga žena Romkinja Romsko srce samostalna je, neprofitna, nestranačka i nevladina udruga osnovana radi međusobnog povezivanja i organiziranja žena Romkinja u Republici Hrvatskoj. Naziv udruge na romskom jeziku glasi: Asociatia Mujerilor alu Cganjilor "Sufljitu lu Cganjilor". Osnovana je 15. I. 2001. sa sjedištem u  Jagodnjaku u  Osječko-baranjskoj županiji, a osnovale su je grupe žena iz Jagodnjaka, Darde, Beloga Manastira i Bolmana (Baranja). Prva predsjednica: Nadica Balog.
Udruga se u svom radu zauzima za: izgradnju povjerenja između žena Romkinja i ostalih građanki Hrvatske, podizanje samopoštovanja, samosvijesti i socijalizacije žena Romkinja, poboljšanje kvalitete života, edukaciju Romkinja, sređivanje građanskoga statusa, suprotstavljanje obiteljskom nasilju, edukaciju o planiranju roditeljstva, zaštitu i poboljšanje ženskoga zdravlja, uključivanje što većeg broja romske djece u odgojno-obrazovni sustav.
Organiziranjem radionica, predavanja, savjetovanja, druženja, tribina i slično, Udruga provodi program uključivanja žena u odgojno-obrazovni sustav. Istodobno provodi program psiho-socijalne podrške te pomaže ženama u osmišljavanju i organiziranju slobodnoga vremena. Izdavaštvom te drugim javnim i kulturnim manifestacijama nastoji osigurati uvjete za očuvanje i promicanje povijesnih, kulturnih, umjetničkih i drugih duhovnih vrijednosti Roma. Ciljana populacija u prvom su redu romske žene i djeca, iako se sve aktivnosti provode uključivanjem i ostalih građana jer je jedan od ciljeva međusobno povezivanje i rad na rušenju stereotipa i predrasuda o Romima te njihovo uključivanje u izgradnju demokratskih procesa.
Udruga je jedna od osnivačica i članica Vijeća koordinacijskih odbora romskih udruga u Republici Hrvatskoj. Cilj Vijeća je: predstaviti članice u jedinstvenom djelovanju u zajedničkim programima i akcijama na nacionalnoj razini (izrada nacionalne strategije), posebno u područjima stvaranja i razvoja infrastrukture u romskim naseljima, rješavanje državljanstva i drugih upravno-pravnih pitanja Roma u RH, edukacija romske populacije u svim segmentima te poticanje djelovanja udruga članica u općinama i županijama i njihove međusobne suradnje.

## Vanjske poveznice
- Facebook stranica udruge žena Romkinja Romsko Srce